# Ironman Philippines
Der Ironman Philippines ist eine erstmals 2018 über die Ironman-Distanz (3,86 km Schwimmen, 180,2 km Radfahren und 42,195 km Laufen) auf der philippinischen Insel Luzon in der Subic-Bucht ausgetragene Triathlon-Sportveranstaltung.

## Organisation
Der Ironman Philippines ist Teil der Ironman-Weltserie der World Triathlon Corporation (WTC), einem Tochterunternehmen der chinesischen Wanda-Group. Eine ursprünglich für den 25. Oktober 2020 und dann auf den 6. Juni 2021 verschobene zweite Austragung musste im Rahmen der COVID-19-Pandemie abgesagt und konnte schließlich am 6. März 2022 ausgetragen werden.
Amateure haben hier auf den Philippinen die Möglichkeit, sich für den Erwerb eines Startplatzes beim Ironman Hawaii zu qualifizieren, wozu 40 Qualifikationsplätze zur Verfügung stehen. Profi-Triathleten, die hier um die 40.000 US-Dollar Preisgeld kämpfen, können sich für den mit insgesamt 650.000 US-Dollar ausgeschriebenen Wettkampf in Hawaii über das Kona Pro Ranking System (KPR) qualifizieren. Auf den Philippinen erhalten Sieger und Siegerin je 2000 Punkte, weitere Platzierte eine entsprechend reduzierte Punktzahl.

Zum Vergleich: Der Sieger auf Hawaii erhält 8000 Punkte, die Sieger in Frankfurt, Texas, Florianópolis, Cairns und Port Elizabeth jeweils 4000, bei den übrigen Ironman-Rennen entweder 1000 oder 2000 Punkte.
Das letzte Rennen und die vierte Austragung fand hier am 9. Juni 2024 statt.

## Siegerliste
| Datum/Jahr    | Männer              | Männer         | Männer              | Frauen              | Frauen                       | Frauen            |
| Datum/Jahr    | Erster Platz        | Zweiter Platz  | Dritter Platz       | Erster Platz        | Zweiter Platz                | Dritter Platz     |
| ------------- | ------------------- | -------------- | ------------------- | ------------------- | ---------------------------- | ----------------- |
| 2025          |                     |                |                     |                     |                              |                   |
| 9. Juni 2024  | Cheng Tai Wu        | Cheng Dan Lin  | Thibault Legrand    | Chin Ting Hsu       | Maria Fernanda Poveda Franco | Jennifer Aimee Uy |
| 11. Juni 2023 | Eric van der Linden | Michael Kramer | Richard Hall        | Chigusa Yamashita   | Ayaka Suzuki                 | Victoria Hill     |
| 6. März 2022  | Petr Lukosz         | Jethro Ramos   | Thomas Nteliopoulos | Ines Santiago       | Mary Jane Baluyot            | Marissa Cayowet   |
| 2. Juni 2018  | Nick Baldwin (SR)   | Cameron Brown  | Simon Cochrane      | Liz Blatchford (SR) | Dimity-Lee Duke              | Simone Maier      |

(SR: Streckenrekord)